# Skalenfreies Netz
Skalenfreie oder skaleninvariante Netzwerke oder Netze sind komplexe Netzwerke, deren Anzahl von Verbindungen pro Knoten nach einem Potenzgesetz verteilt sind. Potenzgesetze sind skaleninvariant bezüglich Streckung oder Stauchung des Maßstabes der Variablen.

Zufalls- vs. skalenfreies Netz

Der Anteil {\displaystyle P(k)} an Knoten mit Grad {\displaystyle k} folgt einem Potenzgesetz
{\displaystyle P(k)\propto k^{-\gamma }},
wobei {\displaystyle \gamma } eine einheitslose positive Zahl ist.
Eine Umskalierung {\displaystyle k\rightarrow ak} mit einem beliebigen Faktor {\displaystyle a} führt zu einem proportionalen Potenzgesetz
{\displaystyle P(ak)\propto a^{-\gamma }k^{-\gamma }\propto k^{-\gamma }}.

## Allgemeines
Skalenfreie Netzwerke werden in der Theorie der komplexen Netzwerke untersucht und gelten als relativ ausfallsicher. Die Robustheit solcher Netzwerke besteht allerdings nur bei zufälligen Ausfällen von Knoten. Durch strategisches Vorgehen beim Ausschalten einzelner Knoten, nämlich derjenigen mit hohem Verlinkungsgrad, kann ein skalenfreies Netzwerk schnell in kleine Einzelnetzwerke zerfallen.

Animation: Die Wachstumsstufen nach dem skalenfreien Barabási-Albert-Modell

Beispiele für skalenfreie und partiell-skalenfreie Netzwerke sind:
- Netz der Zusammenarbeit von Schauspielern in Filmen ({\displaystyle \gamma =3}), siehe auch Bacon-Zahl
- Stromnetz – z. B. der westlichen USA ({\displaystyle \gamma =4})
- Der Zitationsgraph (Graph von Zitierungen) von wissenschaftlichen Artikeln (k ist die Zahl der erhaltenen Zitationen, {\displaystyle \gamma =3})
- Verlinkungsgraph der deutschsprachigen Wikipedia

Viele Kleine-Welt-Netzwerke sind auch skalenfrei bzw. umgekehrt, wobei zu beachten ist, dass normale Zufallsgraphen nicht skalenfrei sind (Erdős-Rényi- im Gegensatz zu Barabási-Albert-Netzen).
Albert-László Barabási und Réka Albert schlugen ein vielbeachtetes Modell zur Erzeugung skalenfreier Netzwerke vor (vgl. Barabási-Albert-Modell). Dabei wird mit einer kleinen Anzahl {\displaystyle m_{0}} von Knoten begonnen und in jedem Schritt ein weiterer Knoten hinzugefügt. Der neue Knoten wird jeweils mit {\displaystyle m} bereits vorhandenen Knoten verbunden, wobei die Verbindungswahrscheinlichkeit proportional zur Anzahl von Kanten ist, die ein Knoten bereits besitzt. Dieses Prinzip wird auch als preferential attachment bezeichnet. Es lässt sich zeigen, dass in diesem Modell {\displaystyle \gamma } gegen den Wert 3 strebt.

## Verallgemeinerungen
Viele Netzwerkwahrscheinlichkeiten, z. B. finanzielle Verteilungen, bestehen aus nicht-Gauß'schen Verteilungen mit skalenfreien Ausläuferbereichen (sog. „fat tails“), die das erhöhte Risiko für extreme Gewinne bzw. Verluste quantifizieren. Bei Gaußverteilungen, mit denen die üblichen Standardbeispiele für Zufallsprozesse formuliert werden, fallen diese extremen Risikobereiche weg.